# Dioscorea orangeana
Dioscorea orangeana  (лат.) — вид однодольных растений рода Диоскорея (Dioscorea) семейства Диоскорейные (Dioscoreaceae). Впервые описан ботаником Полом Уилкином в 2009 году.
В 2010 году таксон вошёл в список десяти самых замечательных видов по версии Международного института по исследованию видов (США).
Относится к съедобным видам диоскорей (так называемый ямс). В русскоязычных источниках встречается название вымеобразный ямс, что может быть связано с причудливой формой клубней у вида.

## Распространение и среда обитания
Эндемик Мадагаскара, встречающийся на севере страны. Типовой экземпляр собран в провинции Анциранана.
Произрастает в песчаных лиственных лесах.

## Ботаническое описание
Ползучее растение, клубневой геофит.
Морфологически Dioscorea orangeana заметно отличается от прочих видов рода Диоскорея, распространённых на Мадагаскаре. Главная особенность Dioscorea orangeana заключается в форме его клубней, которые обладают сразу несколькими пальчатыми долями, а не одной, как у его ближайших мадагаскарских родственников; такая форма побега внешне напоминает вымя.
Края листьев волнистые, что также необычно для близкородственных видов.

## Природоохранная ситуация
По мнению исследователей, сравнительно недавно открытому виду Dioscorea orangeana может угрожать опасность исчезновения. Это связано с неконтролируемым сбором употребляемых в пищу клубней и незащищённость участков произрастания растения.